# Calyptothecium hookeri
Calyptothecium hookeri är en bladmossart som beskrevs av Brotherus 1906. Calyptothecium hookeri ingår i släktet Calyptothecium och familjen Pterobryaceae. Inga underarter finns listade i Catalogue of Life.